# Радиационная безопасность рентгенологических исследований
Радиационная безопасность рентгенологических исследований — это безопасность персонала и населения при воздействии ионизирующего излучения от источников рентгеновского излучения. Она включает в себя мероприятия, имеющие  цель обеспечить достаточный уровень защищённости людей от радиации. Соблюдение её требований является обязательным условием проведения рентгенологических исследований. Рентгеновское излучение — это электромагнитное излучение с длиной волн менее 10 нм и энергией квантов более 100 эВ, достаточной для ионизации вещества. Ионизация молекул, составляющих ткани, может нанести вред здоровью человека. Повреждаются ДНК клеток, может произойти их гибель, мутация и развиться лучевые поражения организма. 
Уровень риска и возможного ущерба здоровью человека от облучения зависит от дозы. Есть достаточные доказательства риска от радиации и нанесения вреда здоровью при относительно больших (превышающих 100 мЗв в год) доз однократного облучения. Однако для более низких доз (включая дозы от рентгенодиагностических и профессиональных облучений) прямые доказательства нанесения вреда здоровью отсутствуют.  При  малых дозах радиационный риск становится пренебрежимо малым. Однако следует иметь в виду, что согласно современным представлениям зависимость «доза – эффект» является нелинейной и беспороговой. Это значит, что любая сколь угодно малая доза ионизирующего излучения вызывает тот или иной эффект в организме человека.
В России средняя годовая эффективная доза облучения человека от всех источников составляет, по разным данным, 4 – 5 мЗв. На втором месте формирования коллективной дозы населения стоит медицинское облучение при диагностике или лечении. Средняя доза от медицинских облучений составляет 1 – 1,3 мЗв/год (в т.ч. более 90% от рентгенодиагностических исследований и до 5% — от радионуклидных исследований; остальное — от лучевой терапии). Несмотря на малый индивидуальный риск, рентгенодиагностические облучения обуславливают весьма большую коллективную дозу (около 200 тыс.чел.Зв/год), ответственную за примерно 7000 смертей в год.
Международным агентством по атомной энергии (МАГАТЭ) и Международной организацией по стандартизации в целях предупреждения людей о радиационной опасности в 2007 году введён новый знак Ионизирующее излучение. На новом международном знаке радиационной опасности изображены череп, источник излучения и убегающий человек, всё это на красном фоне.
В современном обществе радиационная опасность мифологизирована. В её оценках наблюдается несистемность, бездоказательность отдельных заявлений, потому население или полностью игнорирует её, или выказывает патологический страх и вымышленные представлением о том, что наносимый излучением ущерб здоровью настолько велик, что его скрывают от людей. В действительности, ионизирующее излучение наиболее хорошо изучено из совокупности вредных факторов, действующих на современного человека. Влияние радиации изучалось на десятках и сотнях тысяч людей. Это такие когорты, как:
- лица, подвергшиеся облучениям от атомных бомб, сброшенных на Хиросиму и Нагасаки;
- работники атомной промышленности, участники испытаний атомного оружия, рентгенологи и радиологи, пациенты, шахтёры;
- лица, проживающие на территориях с повышенным радиационным фоном, в домах с повышенным содержанием радона в воздухе[1].

Исследования проводились мощными национальными и международными организациями, включая МАГАТЭ, ВОЗ, МОТ, НКДАР ООН, БЭИР (США) и др. С учётом всех полученных данных международной комиссией по радиационной защите (МКРЗ) разработана и постоянно совершенствуется система обеспечения радиационной безопасности, принятая за основу в РФ (НРБ-99, ОСПОРБ-99), которая действует и при проведении рентгенодиагностических исследований.